# Controle do PlayStation
O controle do PlayStation (modelo SCPH-1010) é o primeiro gamepad lançado pela Sony Computer Entertainment para o console PlayStation no lançamento em 3 de dezembro de 1994.
O controle foi projetado por Teiyu Goto e baseado no do SNES, adicionando dois botões de ombro L2 e R2 e alças para melhorar a ergonomia do controle, nos botões de face, ao invés de utilizar números, foi utilizados símbolos círculo, X, quadrado e triângulo. Originalmente o círculo representaria sim, o X representaria o não, o quadrado representaria os menus e o triângulo representaria o ângulo de visão.
O modelo vendido nos Estados Unidos era 10% maior que o vendido no Japão, em 1996 foi lançado o modelo model SCPH-1080 que possuía cabo maior e com um núcleo de ferrita.